# Conflit frontalier de 2025 entre le Cambodge et la Thaïlande
Le conflit frontalier de 2025 entre le Cambodge et la Thaïlande résulte de l'intensification du différend frontalier entre ces deux pays. Il donne lieu le 28 mai 2025 à un bref affrontement militaire puis à des engagements plus violents à partir du 24 juillet. 
L'incident se produit à la frontière entre les deux pays, près du Triangle d'émeraude, un tripoint formé avec celle du Laos. Cette région a longtemps été un sujet de discorde entre le Cambodge et la Thaïlande et a déjà été le lieu de tensions et de diverses confrontations militaires.

## Contexte

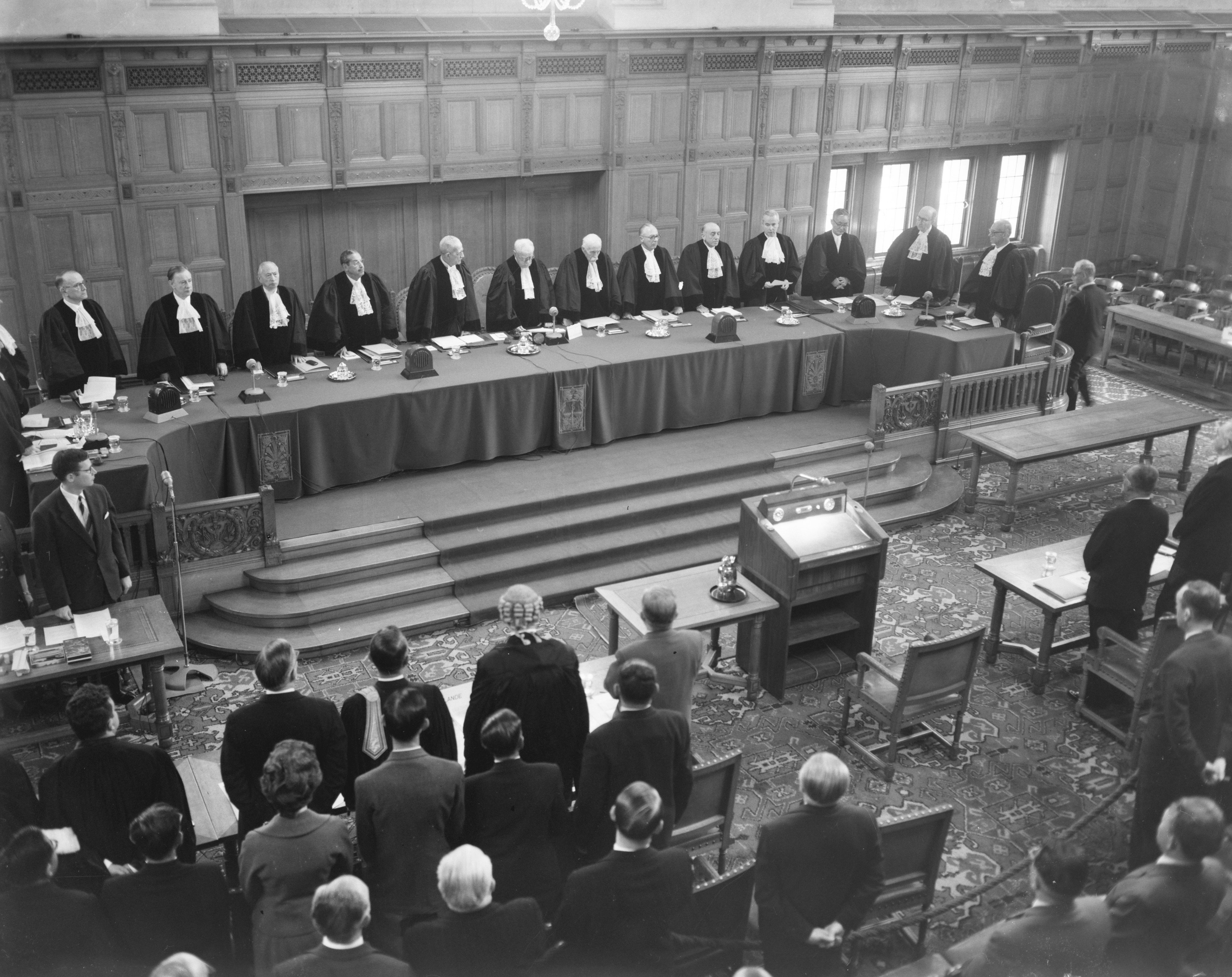
L'affaire du temple de Preah Vihear entendue par la Cour internationale de justice en 1961.

Le différend frontalier entre le Cambodge et la Thaïlande trouve ses racines dans l'ambiguïté de la ligne de démarcation issue du traité franco-siamois de 1907,, qui établit certaines démarcations frontalières entre le royaume de Siam (actuelle Thaïlande) et l'Indochine française (actuels Cambodge, Laos et Vietnam). Cependant, après l'indépendance du Cambodge, la Cour internationale de justice (CIJ) statue en 1962 que le temple de Preah Vihear est sous souveraineté cambodgienne. Malgré cela, la zone environnante reste contestée, ce qui entraîne des tensions persistantes, en particulier entre 2008 et 2011, lorsque les affrontements militaires font plusieurs centaines de morts des deux côtés. Le sentiment nationaliste dans les deux pays joue un rôle clé dans l'escalade du conflit. Entre 2008 et 2011, des escarmouches entre les deux pays font des victimes des deux côtés avant que la CIJ ne réaffirme sa décision de 1962.
Les tensions à la frontière s'intensifient à nouveau au début de 2025.  Le 13 février, des soldats thaïlandais empêchent des touristes cambodgiens de chanter l'hymne national cambodgien au temple contesté de Prasat Ta Muen Thom, ce qui suscite une nouvelle crise,. Plus tard, le 28 mai 2025, un affrontement armé a lieu entre des soldats cambodgiens et thaïlandais dans le Triangle d'émeraude (Chong Bok), une zone tri-frontalière partagée par la Thaïlande, le Cambodge et le Laos. L'incident entraîne la mort d'un soldat cambodgien. Les deux pays publient des déclarations s'accusant mutuellement d'être à l'origine de la violence, poussant les relations bilatérales dans une nouvelle phase de tension accrue.
Suite à l'affrontement dans le Triangle d'émeraude, le Premier ministre cambodgien Hun Manet réagit en annonçant l'ouverture d’une procédure pour soumettre l'affaire à la CIJ, tout en affirmant qu'il ne souhaite pas de conflit avec la Thaïlande. Du côté thaïlandais, le ministre de la Défense Phumitham Wechayachai déclare qu'aucune des deux parties ne souhaite que la situation s'aggrave davantage et confirme que l'incident a déjà été résolu. Le 29 mai, le général Phana Khlaeoplotthuk (en), commandant en chef de l'Armée royale thaïlandaise, et le général Mao Sophan, commandant en chef de l'Armée royale cambodgienne, tiennent une réunion afin de coordonner les efforts visant à réduire les tensions et à prévenir de futurs incidents.

## Prélude

### Escarmouches du Triangle d'émeraude et des monts Dângrêk
La séquence de conflictualité de l'année 2025 commence avec l'incident du 13 février 2025 au temple du Prasat Tha Muan Thom sur la localité frontalière de Ta Mieng, district Phanom Dong Rak, province de Surin. Un groupe d'épouses de soldats cambodgiens ont initié un chant patriotique khmer sur le site du temple. Cette initiative a été perçue comme une provocation par les autorités thaïlandaises qui ont envoyé un contingent de soldats faire cesser la manifestation. 
À partir du 23 février 2025, des mouvements de troupes et des préparatifs à la confrontation militaire de la part de la partie cambodgienne sont détectés. Les routes de la zone de Sam Yaek Lao sont fermées à la circulation. Entre le 15 et le 25 mars 2025, les troupes cambodgiennes construisent une route permettant d'accéder à la colline de Phanom Phrasitthi et y ériger des fortifications faisant face aux positions thaïlandaises sur la colline Khao Sattasom. Entre le 7 et le 22 avril 2025, les troupes thaïlandaises construisent un axe routier longeant le tracé de la frontière dans la zone du temple de Prasat Tha Muan Thom. 
Le 18 mai 2025, les troupes thaïlandaises découvrent le percement de tranchées par les troupes cambodgiennes dans une zone frontalière disputée proche de la colline 745. Les troupes cambodgiennes se retirent finalement du site sur requête de la partie thaïlandaise. À nouveau, le 28 mai 2025, des troupes thaïlandaises s'approchent de troupes cambodgiennes en train de creuser des tranchées. Cette fois-ci, la confrontation se conclue par un échange de feu de 10 minutes, qui entraîne la mort d'un soldat cambodgien, le sous-lieutenant Suon Roun. L'escarmouche se produit le long de la frontière entre la province cambodgienne de Preah Vihear et la province thaïlandaise d'Ubon Ratchathani. 
Les 29 et 30 mai 2025, des troupes et de l'artillerie lourde sont acheminées dans la zone frontalière par l'armée cambodgienne. Entre les 3 et 5 juin 2025, l'armée cambodgienne fait progresser des troupes dans la zone du Triangle d'émeraude. Entre le 14 et le 18 juin 2025, l'armée cambodgienne déploie de l'artillerie de longue portée le long de la frontière. Le 15 juin, le président du Sénat cambodgien et ex-Premier ministre Hun Sen fait fuiter une entretien téléphonique qu'il a eu avec la Première ministre de Thaïlande Paethongtarn Shinawatra. Cette fuite a pour conséquence de montrer un ascendant de Hun Sen vis-à-vis de la première ministre thaïlandaise. Cette dernière est pourtant la fille de l'ex-Premier ministre Thaksin Shinawatra, jusque là un allié personnel du régime Hun Sen. L'autre conséquence était d'exposer au grand public des divergences au sein de l'appareil d'État thaïlandais, entrainant le déclenchement d'une crise politique mettant en jeux le mandat même de Paethongtarn visée par une procédure de destitution par la Cour constitutionnelle.
Le Premier ministre cambodgien Hun Manet réagit à l'incident en déclarant qu'il ne veut pas de conflit avec la Thaïlande et qu'il souhaite l'arbitrage de la CIJ. Phumitham Wechayachai, ministre thaïlandais de la Défense, déclare qu'aucune des deux parties ne souhaite intensifier le conflit et qu'il a été réglé. Des discussions entre les forces cambodgiennes et thaïlandaises ont lieu le 29 mai.
Entre les 23 et 25 juin 2025, la Thaïlande introduit des mesures de rétorsion consistant à une limitation des échanges commerciaux entre les deux pays, et la fermeture de postes-frontière. Le Cambodge réplique en acheminant des munitions lourdes dans les provinces de Preah Vihear et d'Oddar Meanchey.
Chaque pays affirme que l'autre est l'agresseur. Mao Phalla, porte-parole de l'armée cambodgienne, affirme que les soldats thaïlandais ont été les premiers à ouvrir le feu sur les soldats cambodgiens dans une tranchée utilisée depuis un certain temps. Pendant ce temps, Winthai Suvaree, porte-parole de l'armée thaïlandaise, affirme que les soldats thaïlandais ont tenté de persuader les soldats cambodgiens de se retirer avant que ceux-ci n'ouvrent le feu.

### Tentatives de désescalade et tensions persistantes
Des pourparlers bilatéraux ont lieu le 5 juin, mais n'aboutissent pas. Le ministre thaïlandais de la Défense, Phumitham Wechayachai, affirme que le Cambodge a rejeté les propositions de la Thaïlande et que, le 7 juin, la Thaïlande renforcera sa présence militaire à la frontière. Par ailleurs, le même jour, l'armée thaïlandaise affirme que des civils cambodgiens font de fréquentes incursions en territoire thaïlandais et que « ces provocations, ainsi que la concentration de forces militaires, indiquent une intention claire d'utiliser la force ». Le 17 juin, le Cambodge annonce qu'il a interdit l'importation de fruits et de feuilletons en provenance de Thaïlande.

### Divulgation de conversation téléphonique privée
Le 15 juin 2025, la Première ministre thaïlandaise Paethongtarn Shinawatra contacte Khliang Huot, le gouverneur adjoint de Phnom Penh, pour lui demander de l'aider à servir d'interprète et d'intermédiaire pour une conversation informelle avec Hun Sen. Simple échange de vues privé entre deux personnalités politiques de haut rang, la discussion se déroule en dehors de tout protocole diplomatique et aucun compte rendu officiel n'est conservé par l'un ou l'autre gouvernement. Cependant, Paethongtarn ne sait pas que Hun Sen a enregistré l'intégralité de la conversation téléphonique à l'aide de son téléphone mobile. Le 18 juin 2025, Hun Sen rend unilatéralement public l'enregistrement sonore,, sans notification préalable au gouvernement thaïlandais, ce qui déclenche une vague de retombées politiques à la fois en Thaïlande et dans l'ensemble de la région.
Les conséquences de cette divulgation sont immédiatement perceptibles sur l'économie de la Thaïlande, en particulier sur les marchés de capitaux. L'indice de la Bourse de Thaïlande baisse fortement pendant trois jours consécutifs après la publication, reflétant l'anxiété des investisseurs quant à la stabilité politique du gouvernement thaïlandais. La baisse cumulée de -4,17 % de l'indice de référence signale une perte de confiance des investisseurs nationaux et étrangers concernant la force et la cohésion du gouvernement thaïlandais. Les tensions s'exacerbent encore lorsque le parti Bhumjaithai annonce son retrait de la coalition gouvernementale dont il est un membre essentiel, à 20 h 30 le 18 juin 2025. Cette évolution politique fait perdre au gouvernement Paethongtarn Shinawatra sa majorité parlementaire, ce qui entraîne une crise politique et jette le doute sur la capacité du gouvernement à rester au pouvoir. La confiance du public et des investisseurs dans la trajectoire politique du pays est considérablement ébranlée.
Du point de vue des universitaires et des experts en relations internationales, l'enregistrement divulgué est largement considéré comme un moment charnière qui révèle la structure fragile et complexe du pouvoir exécutif en Thaïlande. Pavin Chachavalpongpun, un éminent universitaire spécialisé dans les relations étrangères thaïlandaises, commente via des plateformes en ligne que la conversation non surveillée de Paethongtarn avec Hun Sen reflète une forme de « soumission » à un dirigeant étranger. Il fait valoir que son comportement démontre un manque d'expérience diplomatique et présente des risques pour la perception de la souveraineté de la Thaïlande. Simultanément, une partie de l'opinion publique thaïlandaise commence à remettre en question le bien-fondé de la relation de longue date entre la famille Shinawatra (en) et la famille Hun (une alliance qui, selon certains observateurs, influence la position de la politique étrangère de la Thaïlande envers son voisin oriental),,.
L'un des segments les plus controversés de la conversation divulguée est la caractérisation par Paethongtarn des Forces armées royales thaïlandaises comme une « faction rivale » de son administration. Elle confie à Hun Sen que son gouvernement est confronté à des difficultés permanentes avec l'armée et fait remarquer : « Ils sont tous du côté de l'opposition », une déclaration largement interprétée comme faisant référence à des officiers supérieurs de l'armée, en particulier le lieutenant-général Boonsin Padklang (en), commandant de la deuxième région de l'armée. Bien que Paethongtarn présente par la suite des excuses officielles à Boonsin et précise que la conversation a eu lieu en dehors des heures de travail officielles et n'a pas pour but de saper une institution, les critiques publiques restent intenses. Des questions continuent à être soulevées sur son jugement, sa prudence diplomatique et les implications plus larges de la formation de liens personnels avec des dirigeants étrangers d'une manière qui peut compromettre les intérêts nationaux à long terme de la Thaïlande.

### Fermeture des points de contrôle frontaliers

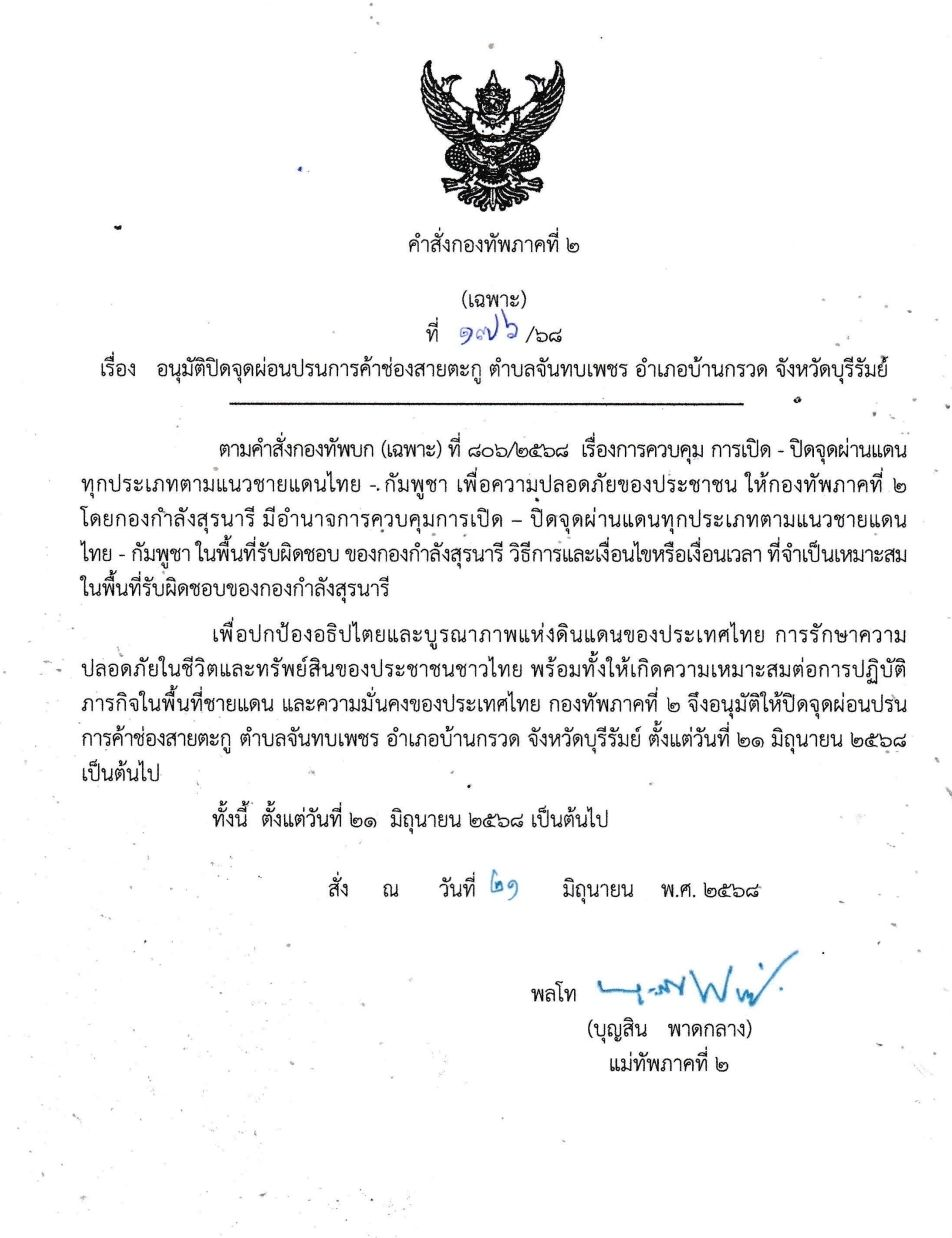
Premier ordre de fermeture des frontières de la Thaïlande (à gauche) et ordre du Cambodge (à droite).

La province de Trat s'inscrit dans le contexte plus large de la réforme de la gestion des frontières après que le ministère de la Défense délègue l'autorité sur les zones frontalières à l'armée royale thaïlandaise, à la suite d'une réunion du Conseil national de sécurité (en) (NSC) qui se tient le 7 juin 2025. La proposition est initiée par Paethongtarn. Dans le cadre de ce mandat, l'armée donne l'ordre à ses unités de terrain respectives d'appliquer strictement les contrôles aux frontières, notamment en réglementant les heures d'ouverture et de fermeture des points de contrôle le long de la frontière cambodgienne. Bien qu'il n'y ait pas de bouclages officiels immédiats, cette délégation permet aux commandants régionaux d'agir à leur guise en fonction des conditions locales.
Dans la soirée du 21 juin 2025, Boonsin exerce son pouvoir discrétionnaire en vertu des pouvoirs accordés par le NSC et les directives de l'armée et approuve la fermeture indéfinie du point de contrôle de secours commercial de Chong Sai Taku dans le district de Ban Kruat, dans la province de Buriram, invoquant la sécurité nationale, la sécurité de la vie et des biens, et l'adéquation opérationnelle des agents frontaliers. Il s'agit de la première mesure stricte depuis la délégation centrale de l'autorité et d'un tournant décisif dans les représailles politiques entre la Thaïlande et le Cambodge au niveau local.
À la suite de la fermeture du poste de contrôle, le Cambodge réagit le lendemain matin. Le 22 juin 2025 à 7 h 0 du matin, Hun Manet annonce via sa page Facebook la décision du gouvernement cambodgien de fermer le poste de contrôle de Ban Jup Koki, situé dans le district de Banteay Ampil (en), dans la province d'Otdar Mean Cheay, juste en face du point de contrôle de Chong Sai Taku en Thaïlande. En outre, le Cambodge ordonne la fermeture d'un autre point de contrôle, Chong Choum, dans le district d'Anlong Veng (en), dans la province d'Otdar Mean Cheay, qui fait face au poste frontalier permanent de Chong Sa-Ngam en Thaïlande dans le district de Phu Sing (en), dans la province de Si Saket. Ces mesures reflètent la contre-action diplomatique du Cambodge à la mesure de la Thaïlande, qui peut affecter le commerce transfrontalier entre les deux pays, ainsi que les moyens de subsistance des communautés locales qui dépendent de ces routes.
Le 23 juin 2025 à 15 h 20, Paethongtarn fait une déclaration à l'issue d'une réunion sur la lutte contre la criminalité transnationale. Elle est accompagnée du général Songwit Noonpackdee, chef des forces de défense (en), du général de police Thatchai Pitanilobut, inspecteur général de la Police royale thaïlandaise, et d'autres organismes compétents. Le gouvernement vise à renforcer sa coopération internationale dans la lutte contre la criminalité transnationale, le Cambodge étant une source clé de ces crimes affectant la communauté mondiale, selon les rapports des Nations unies. La Thaïlande estime qu'il s'agit d'une menace pour la sécurité et prend des contre-mesures dans toutes les agences nationales, notamment un contrôle strict des frontières dans les sept provinces frontalières du Cambodge et une surveillance accrue des vols à destination de l'aéroport international de Siem Reap-Angkor. Cette décision a un impact sur Emirates, qui a récemment lancé sa liaison vers l'aéroport de Suvarnabhumi le 3 juin.
Le gouvernement commence également à examiner les voies financières et à mettre en œuvre des mesures de répression contre la criminalité transnationale, ainsi que des mesures d'aide aux entreprises touchées dans les secteurs industriel, des services et de l'agriculture.
La Thaïlande ferme par la suite tous les points de contrôle frontaliers le long de la frontière entre le Cambodge et la Thaïlande, en vertu de l'autorité militaire accordée par le NSC. À 19 h 10, la première région de l'armée émet un ordre affectant tous les points de contrôle dans la province de Sa Kaeo, suspendant la circulation transfrontalière de tous les véhicules et personnes, à l'exception des cas humanitaires (éducation, soins médicaux urgents). Plus tard, la deuxième région de l'armée émet des ordres similaires pour Surin, Si Saket et Buriram, maintenant les mêmes interdictions mais autorisant le passage des produits agricoles et des biens de consommation essentiels. Enfin, le Commandement de la défense des frontières de Chanthaburi et Trat émet un ordre couvrant Chanthaburi et Trat, appliquant les mêmes exceptions humanitaires et commerciales limitées.
Les trois ordres militaires invoquent des préoccupations de sécurité nationale et la nécessité d'intensifier la lutte contre les crimes transnationaux, en particulier ceux impliquant la traite des êtres humains, les gangs de centres d'appels et les escroqueries hybrides, afin de protéger les vies, les biens, la souveraineté et l'intégrité territoriale des Thaïlandais.
Selon une information non confirmée publiée le 20 juin 2025, le ministère thaïlandais des Affaires étrangères a rappelé son ambassadeur et ramené les relations diplomatiques avec le Cambodge au rang de chargé d'affaires en guise de représailles. Cependant, un autre rapport non confirmé du même éditeur déclare plus tard que le ministère des Affaires étrangères a précisé qu'il n'a rappelé l'ambassadeur en Thaïlande que pour « évaluer » la situation. Pour l'instant, les relations diplomatiques entre les deux pays ne sont pas officiellement dégradées.
Le 21 juin 2025, la Thaïlande ferme le poste frontière de Sai Taku, dans la province de Buriram. Cette action suscite une réponse de représailles de la part du Cambodge, qui ordonne par la suite la fermeture de deux points de contrôle frontaliers supplémentaires situés en face des provinces thaïlandaises de Buriram et de Si Saket.
Le 22 juin 2025, le Premier ministre cambodgien Hun Manet annonce sur sa page Facebook : « À partir de minuit ce soir, toutes les importations de carburant et de gaz en provenance de Thaïlande seront arrêtées ».
La Commission nationale anti-corruption (en) (NACC) ouvre une enquête préliminaire sur la Première ministre Paethongtarn Shinawatra. L'enquête porte sur de graves violations présumées du code de déontologie découlant d'une conversation controversée avec le président du Sénat cambodgien, Hun Sen, au sujet du différend frontalier entre la Thaïlande et le Cambodge.
La marine royale thaïlandaise affirme avoir abattu quatre drones inconnus au-dessus de la frontière dans la province de Chanthaburi en utilisant des mesures anti-drones plus tôt dans la semaine.
Une confrontation verbale entre un groupe de soldats cambodgiens armés et des membres du Thahan Phran armé a lieu dans la zone contestée de la province de Si Saket. Les deux parties reculent sans violence.
Un incident se produit à Ta Muean Thom, dans la province de Surin, lorsqu'un touriste thaïlandais attaque un soldat cambodgien en lui donnant des coups de poing avant de s'enfuir. L'auteur est par la suite identifié et appréhendé par les autorités thaïlandaises.

### Incident lié à une mine terrestre (à partir du 16 juillet 2025)
Trois soldats de l'armée royale thaïlandaise sont blessés lors d'une patrouille dans la région du Triangle d'Émeraude lorsqu'ils marchent accidentellement sur une mine terrestre. Il est d'abord supposé que la mine est un vestige de la guerre froide, mais des preuves ultérieures suggèrent qu'il s'agit de mines russes PMN-2 plus récentes. L'un des blessés perd une jambe. D'après un article de l'Australian Strategic Policy Institute, environ 300 mines terrestres nouvelles ont été posées par les troupes cambodgiennes.
La Thaïlande envisage de porter cette question devant les Nations unies, car le Cambodge est signataire du traité d'Ottawa.
Heng Ratana, représentant du Centre cambodgien d'action contre les mines, affirme dans un post Facebook que « dans ce cas de nouvelles mines terrestres récemment posées en Thaïlande, il y a un certain nombre de médias sociaux en Thaïlande qui ont montré que leurs forces armées l'ont fait… » et de porter l'affaire devant la CIJ. Il affirme également que les mines ont été découvertes sur le sol thaïlandais relevant de la souveraineté thaïlandaise et que les dispositions de l'article 5 de la convention d'Ottawa fait endosser la responsabilité à l'État qui exerce sa souveraineté sur des terrains minés. L'armée royale thaïlandaise accuse pour sa part le Cambodge de diffuser de fausses informations et que les arguments de la partie cambodgienne démontrerait la violation de souveraineté dont celle-ci se serait rendue coupable sur le territoire thaïlandais.
À la suite des opérations de déminage menées par l'armée royale thaïlandaise, au moins 2 mines PMN-2 supplémentaires sont découvertes près du site initial de l’explosion. Les mines sont décrites comme étant dans des conditions « neuves et prêtes à être déployées ». En outre, l'armée royale thaïlandaise condamne cette décision comme une « violation flagrante de la souveraineté de la Thaïlande » et appelle les autres nations à condamner le Cambodge.
Le 23 juillet 2025, un autre groupe de patrouille thaïlandais composé de 5 soldats est blessé par une mine cambodgienne, dont 1 grièvement, perdant sa jambe droite. L'incident se produit dans le district de Nam Yuen (en), dans la province d'Ubon Ratchathani. En réponse, l'armée royale thaïlandaise annonce un message dans lequel elle condamne sévèrement « l'acte inhumain qui constitue une violation des droits de l'homme et des accords internationaux » et est un « acte qui constitue une menace pour la paix et la stabilité dans la région frontalière ».
L'armée royale thaïlandaise annonce par la suite qu'elle fermera 4 points de contrôle frontaliers et 2 temples (Ta Muen Thom et Ta Krabey) pour une durée indéterminée et met ses forces dans la région en état de préparation au combat.
Plus tard, le 23 juillet 2025, la Thaïlande dégrade ses relations diplomatiques avec le Cambodge après l'incident de la mine terrestre. La Thaïlande rappelle son ambassadeur de Phnom Penh et expulse l'envoyé du Cambodge de Bangkok. 

## Confrontation militaire et extension de la crise au reste de la frontière (24-27 juillet)
Le 24 juillet 2025, de violents affrontements éclatent entre les forces armées thaïlandaises et cambodgiennes dans plusieurs zones frontalières disputées, notamment dans les environs du temple de Ta Muen Thom. Les combats donnent lieu à des tirs d'artillerie lourde de type Grad BM-21, l'utilisation de roquettes contre des cibles civiles dont deux hôpitaux. La superette Seven-Eleven d'une station-service a été visée par des tirs d'artillerie cambodgienne faisant 8 morts dont deux enfants et 14 blessés. Des attaques de drones armés, ainsi que des frappes aériennes thaïlandaises par des avions F-16 contre des cibles militaires cambodgiennes,, sont rapportées.
Au 24 juillet 2025, les autorités thaïlandaises rapportent qu'au moins douze personnes, dont un enfant, ont été tuées dans les zones frontalières touchées, principalement dans les villages de la province de Sisaket. Plusieurs dizaines de personnes ont été blessées, tant du côté civil que militaire.
Environ 40 000 civils thaïlandais ont été évacués de six villages menacés, dans un contexte d'escalade rapide. L'armée cambodgienne aurait en retour visé un hôpital et des infrastructures civiles thaïlandaises à l'aide de roquettes.
Le 25 juillet, le Premier ministre thaïlandais Phumtham Wechayachai prévient du risque que ce conflit dégénère en « une guerre ».
La Thaïlande a évacué 138 000 personnes le long de sa frontière avec le Cambodge. Des affrontements ont eu lieu dans 12 endroits, selon le responsable militaire thaïlandais. 
L'armée thaïlandaise a nié les allégations cambodgiennes selon lesquelles ses troupes auraient endommagé le temple de Preah Vihear. 
Les autorités thaïlandaises ont exhorté les navires de pêche à éviter de naviguer à proximité du territoire cambodgien. S'ils aperçoivent la flotte cambodgienne, ils sont priés d'en informer immédiatement les autorités thaïlandaises.
La loi martiale a été déclarée dans certaines parties de l'est de la Thaïlande.
Le ministère de l'Intérieur du Cambodge a temporairement suspendu l'application du code de la route à l'échelle nationale pour faciliter la circulation du personnel militaire, des agents des forces de l'ordre et des civils impliqués dans la protection du pays. Toutefois, la police de la circulation dans tout le pays continuera de coordonner les flux de circulation, en particulier sur les principales autoroutes.
Le 26 juillet, l'armée thaïlandaise a publié un document, prétendument émanant des autorités laotiennes, indiquant que dix obus sont tombés sur le pays, endommageant des bâtiments. L'armée a déclaré que les obus n'appartenaient pas aux soldats de la Thaïlande. Le ministère cambodgien de la Défense a, quant à lui, rejeté les allégations de bombardement du Laos, les considérant comme sans fondement et fabriquées par l'armée thaïlandaise.
La Marine thaïlandaise a lancé l'opération « Trat Pikhat Pairee 1 » pour repousser les forces cambodgiennes qui auraient tenté d'avancer à trois endroits le long de la frontière.
Un lieutenant général cambodgien aurait été tué par des obus d'artillerie. 
L'armée de l'air thaïlandaise, utilisant des avions de chasse américains F-16 et des avions de chasse suédois Gripen, a mené des frappes sur des cibles militaires cambodgiennes près de la frontière.
Des vidéos sont apparues sur les réseaux sociaux qui démontreraient l'utilisation d'éléphants de guerre par l'armée thaïlandaise - selon Thai Enquirer (en), en réalité il s'agit de Plai Mingmongkol, un célèbre éléphant connu pour remonter le moral des soldats à la frontière en apparaissant dans des vêtements de style militaire.
Le 27 juillet, malgré la pression de l'armée thaïlandaise à divers endroits, les forces armées cambodgiennes ont défendu le territoire du pays « sans perdre un seul millimètre », a déclaré la porte-parole du ministère de la Défense du Cambodge.
Selon l'armée thaïlandaise, les combats se sont poursuivis dans sept endroits. Les deux camps ont maintenu leurs positions dans leur ensemble, à l'exception du territoire contesté près du temple de Prasat Ta Muen Thom, où les forces thaïlandaises ont dû se retirer « tactiquement » et utiliser l'artillerie lourde, forçant l'armée cambodgienne à battre en retraite.
Le 28 juillet, l'armée cambodgienne a continué de procéder à des tirs d'artillerie et de mobiliser des forces, selon des journalistes thaïlandais.  Pendant ce temps, la Thaïlande a déployé des F-16 pour cibler les installations militaires cambodgiennes.
Le 29 juillet, après l'entrée en vigueur du cessez-le-feu, l'armée thaïlandaise a accusé le Cambodge de continuer à tirer dans plusieurs zones, mais le pays a déclaré qu'il n'y avait eu aucun tir à aucun endroit.
Le 31 juillet, les autorités thaïlandaises ont signalé 15 militaires tués et 196 blessés, ainsi que 17 civils tués et 38 blessés. Environ 188 734 personnes ont été déplacées en raison du conflit. Du côté cambodgien, les autorités ont fait état de 5 militaires tués, 8 civils morts, et 172 094 personnes déplacées.
Cependant, malgré le bilan officiel du Cambodge faisant état de seulement cinq morts parmi les militaires, des publications sur les réseaux sociaux cambodgiens ont montré de nombreuses cérémonies funéraires ainsi que des messages de familles recherchant des soldats disparus. Selon certaines estimations circulant parmi la population, le nombre de militaires cambodgiens portés disparus pourrait dépasser 2 500. Par ailleurs, l’armée thaïlandaise a exprimé ses préoccupations concernant l’absence d’efforts de récupération des corps de soldats cambodgiens dans les zones de combat. D’après les autorités thaïlandaises, cette situation a entraîné la présence de corps non récupérés, contribuant à des conditions insalubres dans les zones concernées.

## Cessez-le-feu (depuis le 28 juillet)

### 28 juillet
Alors que le Cambodge et la Thaïlande se préparent à se rencontrer pour des pourparlers de cessez-le-feu en Malaisie, des sources cambodgiennes déclarent que l'armée thaïlandaise a intensifié son offensive tôt le matin dans au moins huit secteurs le long de la frontière et accusent la Thaïlande d'utiliser une campagne de désinformation pour déformer la réalité du conflit et induire la communauté internationale en erreur. Selon les médias thaïlandais, des affrontements éclatent vers 3 h 0 du matin dans la province de Surin. Plus tard dans la matinée, la province de Surin est déclarée zone de catastrophe de guerre.
Le Cambodge accuse la Thaïlande d'avoir utilisé des armes chimiques lors de l'attaque du matin, ce qui est démenti par la Thaïlande, qui qualifie ces allégations de « sans fondement et reflét[ant] un schéma de désinformation »,.
Quelques heures avant le cessez-le-feu, des sources thaïlandaises font état de combats très violents le long de la ligne de front, en particulier dans le temple de Ta Krabey et à Chong Ahn Ma. Des sources thaïlandaises affirment également que le quartier général des gardes du corps (BHQ), l'unité personnelle de gardes du corps de Hun Sen, a été impliqué dans des combats à Ta Krabey.

### 29 juillet
La RTA accuse le Cambodge d'avoir violé le cessez-le-feu. Plus tard, elle publie des images et des vidéos de prisonniers de guerre cambodgiens capturés, affirmant en avoir capturé dix-huit au total. Les vidéos montrent les prisonniers de guerre pourvus d'eau et de nourriture. La RTA affirme qu'elle « continue de respecter les principes des droits de l'homme, le droit international humanitaire et les obligations de la Thaïlande en vertu des Conventions de Genève concernant le traitement approprié des soldats ennemis et des morts ».
Dans la soirée, la RTA et des sources thaïlandaises rapportent que le Cambodge a violé l'accord de cessez-le-feu et lancé un nouvel assaut autour de Chong Ahn Ma et de la région de Phu Makuea.

### 30 juillet
S'adressant à treize attachés militaires et diplomates étrangers, le commandant militaire cambodgien accuse les forces thaïlandaises d'avoir enlevé vingt soldats cambodgiens (l'un s'est échappé tandis que deux sont soupçonnés d'avoir été tués) pendant le processus de poignée de main après l'entrée en vigueur du cessez-le-feu. Le Cambodge nie également les allégations selon lesquelles il a violé l'accord de cessez-le-feu, affirmant son engagement en faveur d'une « résolution pacifique » et de la « transparence » par la coopération avec le président de l'ASEAN, afin de faciliter une visite dans la zone frontalière d'An Seh le 30 juillet pour les diplomates étrangers et les attachés militaires.
Le même jour, la RTN rapporte que des Cambodgiens tirent sporadiquement sur des positions thaïlandaises avec des armes légères, en particulier dans la région de Preah Vihear et Phu Makeua. Des rapports font également état de l'atterrissage de lance-grenades cambodgiens sur les positions thaïlandaises à Pha Mor E Dang.
Plus tard dans la journée, des images émergent montrant les troupes cambodgiennes occupant le temple de Ta Krabey, ce qui incite la RTA à annuler ses affirmations selon lesquelles elles a occupé Ta Krabey, au lieu de se contenter de la colline 350 à proximité. La RTA déclare qu'elle a rencontré des champs de mines cambodgiens entravant les attaques et que les annonces selon lesquelles la RTA a capturé le temple proviennent d'erreurs de communication. Cependant, les mêmes images montrent également des soldats cambodgiens en possession de mines PMN-2, ce qui constitue une violation du traité d'Ottawa.

### 1eraoût
Deux soldats cambodgiens capturés sont relâchés au Cambodge, ce qui incite le gouvernement à exiger la libération complète de tous les soldats cambodgiens détenus par la Thaïlande. L'un des soldats libérés a un bras cassé tandis que l'autre présente des signes de traumatisme psychologique, prétendument un trouble de stress post-traumatique. Des sources thaïlandaises affirment qu'ils ont ensuite été renvoyés après que des experts ont estimé que leur état s'aggraverait s'ils ne sont pas pris en charge par leurs familles. Les soldats n'ont aucun signe de blessure avant d'aller au combat. La RTA déclare que leurs procédures sont conformes à la Troisième Convention de Genève, mais les prisonniers de guerre sont contraints de prêter serment qu'ils « ne combattront plus jamais contre la Thaïlande ».

### 2 août
La RTA impose une interdiction temporaire à l'échelle nationale de faire voler des drones après des tentatives présumées de « faire voler des drones pour espionner des positions militaires », le personnel de l'armée étant autorisé à utiliser des systèmes anti-drones.

### 3 août
Le ministère cambodgien de la Défense nationale publie une déclaration mettant en garde contre une éventuelle offensive militaire des forces thaïlandaises le long de la frontière, après avoir reçu des informations selon lesquelles l'armée thaïlandaise a ordonné aux civils restants dans la zone frontalière de la province de Surin d'évacuer avant la tombée de la nuit. Plus tard, le porte-parole de la RTA dément les informations selon lesquelles la Thaïlande prévoit une frappe militaire imminente contre le Cambodge, affirmant qu'elle continue à honorer l'accord de cessez-le-feu tout en restant vigilante.
Plus tard dans la nuit, un drone s'écrase dans la province de Surin. Les premières informations accusent le Cambodge d'avoir fait voler des drones en Thaïlande, provoquant la panique parmi les habitants. Plus tard, la RTA annonce qu'il s'agit en fait d'un drone thaïlandais CW-15.

### 4 août
Des rapports de sources thaïlandaises affirment que les corps des soldats cambodgiens à la frontière n'ont pas été correctement ramassés et enlevés, ce qui peut causer des risques pour la santé et des odeurs nauséabondes. Les autorités thaïlandaises condamnent le Cambodge, affirmant qu'il « ignore et manque de respect pour les corps de ses soldats ».
Le ministère cambodgien de la Défense nationale affirme qu'à 11 h 0, des soldats thaïlandais, accompagnés de machines lourdes, entrent dans la zone d'An Ses, qui se trouve sur le territoire cambodgien, et posent des barbelés malgré la forte objection de l'armée cambodgienne. Le ministère exige que la RTA cesse immédiatement son action et respecte strictement la souveraineté et l'intégrité territoriale du Cambodge.

### 5 août
Dans le cadre de la procédure habituelle du CICR, la RTA invite des représentants du CICR à rendre visite aux dix-huit prisonniers de guerre cambodgiens détenus en captivité thaïlandaise. La RTA déclare dans son annonce que cela « reflète le respect et l'engagement de la Thaïlande à respecter strictement les principes humanitaires internationaux » et met l'accent sur « la transparence dans les opérations et la prise en charge des prisonniers de guerre dans le respect de la dignité humaine », ajoutant que les prisonniers de guerre sont détenus en bon état avec les soins appropriés, et que les représentants du CICR sont autorisés à les rencontrer et à parler librement avec eux sans restrictions.

### 6 août
Le Premier ministre par intérim Phumitham déclare aux médias thaïlandais qu'il a l'intention d'utiliser des moyens légaux pour amener le Cambodge à payer des réparations de guerre, mais pas par le biais de la CPI. Le Cambodge déclare qu'il est « déçu » tout en réaffirmant que la Thaïlande est responsable de l'escalade et que le Cambodge agit en légitime défense.

### 9 août
Vers 10 h 0, trois soldats thaïlandais sont blessés après l'explosion d'une mine terrestre cambodgienne lors d'une patrouille dans la zone frontalière contestée pour installer des barbelés dans le district de Kantharalak (en), dans la province de Si Saket.

### 10 août
Lors d'une conférence de presse au camp de Suranari, Boonsin Padklang, commandant de la zone de la deuxième armée, affirme que les pertes du côté cambodgien s'élèvent à environ 3 000. Il affirme également que le Cambodge utilise des drones pour « trouver délibérément les coordonnées des hôpitaux et qu'ils ont des armes qui peuvent les atteindre ». Il déclare que les forces thaïlandaises sont stationnées à 30 mètres de Ta Krabey et affirme : « Le temple est à nous, et nous devons le reprendre ».
Le même jour, un soldat de la RTN est mort après qu'une arme a raté un tir lors de contrôles d'armes de routine alors qu'il est déployé dans la zone frontalière de la province de Surin.

### 11 août
Le ministère cambodgien de la Défense nationale condamne la remarque de Boonsin concernant son projet de s'emparer du temple de Ta Krabey et de fermer le temple de Ta Moan Thom, qui se trouvent sur le territoire souverain du Cambodge, la qualifiant de violation flagrante de l'accord de cessez-le-feu et de preuves confirmant l'instigation délibérée et la tentative préméditée d'envahir le Cambodge. Le porte-parole appelle les communautés internationales impliquées dans le cessez-le-feu à exhorter la Thaïlande à respecter l'accord, affirmant que les questions frontalières doivent être résolues par le biais de mécanismes techniques et du droit international.

### 12 août
Des sources thaïlandaises indiquent que les civils évacués dans la zone frontalière du côté thaïlandais commencent à rentrer chez eux après qu'aucun combat n'a été signalé, tout en demandant aux civils de signaler toute munition non explosée aux autorités pour qu'elles s'en débarrassent correctement. Le même jour, un soldat thaïlandais en patrouille dans la région de Ta Muan Thom est blessé par une mine terrestre.

### 13 août
Certains médias rapportent que la Thaïlande se prépare à lancer une attaque contre le Cambodge, peut-être entre la nuit du 13 août et le matin du 14 août, en raison du plan de la RTA visant à mobiliser des forces militaires et des armes lourdes dans les zones frontalières cambodgiennes-thaïlandaises.

## Pourparlers de paix et cessez-le-feu
Le 2 juin, Hun Manet annonce que le gouvernement cambodgien déposera une plainte auprès de la CIJ et exprime son espoir que la Thaïlande acceptera la compétence de la Cour sans engager de confrontation armée. La Thaïlande, cependant, ne reconnaît pas la juridiction de la CIJ. Phumitham déclare plutôt que tous les problèmes doivent être résolus par des négociations bilatérales.
Le 24 juillet, après l'éclatement du conflit armé, Hun Manet annonce sa lettre au président du Conseil de sécurité des Nations unies et demande une réunion urgente du Conseil de sécurité pour mettre fin à « l'agression de la Thaïlande contre la souveraineté du Cambodge ».
Le 25 juillet, le ministère thaïlandais des Affaires étrangères envoie une lettre au Conseil de sécurité des Nations Unies pour préciser que la Thaïlande a des preuves évidentes que le Cambodge a porté atteinte à sa souveraineté et demande au président du Conseil de sécurité des Nations Unies de faire circuler sa lettre à tous les États membres. Il publie également une déclaration selon laquelle les actions du Cambodge constituent des violations du droit international et sont répétées depuis que des soldats thaïlandais sautent sur des mines terrestres entre les 16 et 23 juillet. Le gouvernement thaïlandais appelle le Cambodge à assumer ses responsabilités et à cesser immédiatement les attaques contre des cibles militaires et civiles, qui constitueraient une violation de plusieurs dispositions des Conventions de Genève,.
Plus tard, le 25 juillet, la Thaïlande rejette les offres de médiation des États-Unis, de la Chine et de la Malaisie (qui préside alors l'ASEAN) et déclara qu'elle « aimerait que l'affaire soit résolue de manière bilatérale »,. Le même jour, le Premier ministre cambodgien Hun Manet affirme que le Cambodge et la Thaïlande se sont initialement mis d'accord sur un cessez-le-feu proposé par le Premier ministre malaisien Anwar Ibrahim, mais que la Thaïlande se serait rétractée une heure avant que le cessez-le-feu proposé n'entre en vigueur à minuit le 24 juillet. Le même jour, l'ambassadeur du Cambodge aux Nations unies, Chhea Keo, appelle à un cessez-le-feu immédiat et inconditionnel avec la Thaïlande.
Le 26 juillet, le président américain Donald Trump déclare qu'il s'est entretenu par téléphone avec les premiers ministres thaïlandais et cambodgien dans le but de servir de médiateur entre les deux pays. Trump annonce également sur son compte Truth Social que les deux parties sont convenues d'un cessez-le-feu, tandis que le Premier ministre par intérim Phumitham Wechayachai déclare qu'il faudra de la sincérité de la part de la partie cambodgienne. Le 27 juillet, Phumitham exprime sa gratitude pour l'implication et le soutien de Trump et d'autres sentiments similaires, mais insiste sur le fait qu'il préfère un dialogue bilatéral avec le Cambodge et ne souhaite pas d'intervention d'une tierce partie dans la résolution du conflit frontalier en cours.
Dans la soirée du 27 juillet, le ministre malaisien des Affaires étrangères confirme que les dirigeants cambodgiens et thaïlandais se rencontreront le lendemain en Malaisie pour des négociations de cessez-le-feu sous les bons-offices de la Malaisie d'Anwar Ibrahim. Les États-Unis et la Chine ayant envoyé des représentants aux pourparlers de paix en tant qu'observateurs. 
Le 28 juillet, le Cambodge et la Thaïlande ont convenu d'un cessez-le-feu à compter de minuit (heure locale), a annoncé le Premier ministre malaisien.

## Dénonciation de violations du droit international humanitaire
L'ONG Fortify Rights appelle l'organisation des Nations Unies à déclencher des investigations et une mission d'établissement des faits relatives à la potentielle commission de crimes de guerre par la partie cambodgienne. Elle décrit l'emploi d'artillerie lourde de type Grad BM-21 comme nécessairement imprécise et ayant pour conséquence l'indiscrimination des victimes frappées par ce type d'armement et pourrait être qualifiée de "crime de guerre". Il en va de même pour le fait de viser des bâtiments protégés tels qu'écoles, hôpitaux ou zone résidentielles. L'ONG affirme ne pas bénéficier de l'accès aux sites de frappes thaïlandaises en territoire cambodgien et ne pourrait ainsi mesurer la légalité ou non des actions de l'armée royale thaïlandaise au regard du droit international humanitaire. 